# Камешник (Архангельская область)
Камешник — деревня в Шенкурском районе Архангельской области России. Входит в состав муниципального образования «Ровдинское».

## География
Камешник находится на юге Архангельской области, западнее села Ровдино, на высоком угоре на левом берегу реки Суланда. Ниже деревни находится деревня Ушаковское, напротив Камешника, на правом берегу Суланды, находится нежилая деревня Огариха (Ушаковская, Михайловка).

## История
До 1918 года Камешник относился к Верхосуландской волости Шенкурского уезда, когда была образована Михайловская волость, упразднённая в 1924 году. До 1926 года — в составе Ровдинской волости, до 1929 года — в составе Пуйской волости, затем — в составе Михайловского сельсовета Ровдинского района. С 1959 года — в составе Шенкурского района.

## Население
| 2002 | 2010 | 2012 |
| ---- | ---- | ---- |
| 60   | ↘26  | ↗30  |

В 2009 году числился 41 человек, из них 9 пенсионеров. В 1888 году в деревнях Ушаковской и Каменной Верхнесуландского прихода проживало 192 человека обоего пола. В 1920 году в деревне Камешник было 229 человек.